# El Mármol (Jaén)
El Mármol es una localidad y entidad de ámbito territorial inferior al municipio perteneciente al municipio español de Rus, en la provincia de Jaén, comunidad autónoma de Andalucía.

## Símbolos

### Escudo
«Partido 1º en campo de gules una torre de oro, almenada, esclarecida de azur y mazonada de sable. Surmontada de una mitra episcopal de oro con ínfulas del mismo metal. 2º en campo de plata un Cristo oscuro con saya de gules y faja blanca, sostenido de un ondado horizontal doble de azur y truncado a ambos lados. Contorno español y corona real cerrada al timbre.» La torre de oro simboliza el torreón del siglo xiii que aún se conserva. La mitra episcopal representa a la jurisdicción episcopal a la cual perteneció El Mármol tras la conquista de Baeza por concesión del rey Fernando III a fray Domingo de Soria, obispo de Baeza. El Cristo es la representación del Cristo de las Aguas, hacia el que los vecinos de la localidad profesan una gran devoción.

### Bandera
La bandera se describe como «un paño rectangular en la proporción de 11 por 18, con tres franjas paralelas entre sí y perpendiculares al asta. La distribución cromática queda de la siguiente manera: la primera y tercera de ¼ del ancho, de color rojo; la segunda o central de 2/4 y verde. Sobrepuesto y centrado en ella en el tercio más cercano al asta, el escudo heráldico de la Entidad Local.»

## Geografía

### Localización
El Mármol está enclavado en la parte oriental del municipio de Rus a una distancia de 4 km del núcleo urbano de la cabecera municipal, cerca de la frontera con el término municipal de Úbeda, de la que hace las veces el Arroyo de Valdecanales, que transcurre muy próximo a la Entidad Local Autónoma y que desemboca al Guadalimar. El Mármol pertenece a la comarca de La Loma cuya capital es Úbeda, enclavándose en la ladera norte de los cerros de la zona occidental de esta unidad de relieve.

## Historia
Hacia mediados del siglo XIX, el lugar, por entonces con ayuntamiento propio, tenía contabilizada una población de 199 habitantes. La localidad aparece descrita en el decimoprimer volumen del Diccionario geográfico-estadístico-histórico de España y sus posesiones de Ultramar de Pascual Madoz de la siguiente manera:

MARMOL: v. con ayunt. en la prov. y dióc. de Jaén (7 leg.), part. jud. de Ubeda (1), aud. terr. y c. g. de Granada (18): se halla sit. en la ladera merid. de la cuesta que desciende de la parte de Ubeda y Baeza; ventilada por los vientos del N., E. y S., disfrutando de un clima templado con propension á algun dolor de costado. Forman la pobl. 47 casas de piedra con regulares comodidades, distribuidas en varias calles anchas y empedradas, con una plaza, casa de ayunt. y cárcel, é igl. parr. (Ntra. Sra. de la Paz), servida por un cura párroco de nombramiento del diocesano y S. M. en los meses de la reserva. Confina el térm. por el N. con Vilches 3 leg.; E. Ubeda 1; S. Baeza, igual dist., y O. Rus, 1/4: encontrándose dentro de él la casería de Valde Canales y las ruinas del ant. pueblo de Torre del Obispo, del que todavía se conservan 3 cortijos de labor y un edificio que parece ser un cast. de moros; el arroyo denominado Val de Canales que nace enfrente del E. de Ubeda, pasa por el térm. hasta incorporarse al r. Guadalimar, proporcionando algun riego: el terreno gredoso y de buena calidad, es de secano y abraza un monte llamado Majada Honda, que produce pastos para el ganado, asi como se encuentran tambien bastantes canteras de piedra y cal, y muchos prados naturales debidos á la calidad gredosa de las tierras. Los caminos dirigen á Vilches, Arguillos y otros puntos, pero en mal estado: el correo se recibe de la adm. de Baeza, por balijero, los lunes, miércoles y sábados, saliendo los lunes, jueves y domingos. prod.: aceite, vino, trigo, cebada y demas semillas comunes; cria ganado lanar, vacuno y de cerda, y caza de conejos, liebres, perdices, gangas y ortegas. ind.: un molino aceitero. pobl.: 49 vec., 199 alm. cap. prod.: 691,955 rs.: id. imp.: 29,547. contr.: 13,839 rs. El presupuesto municipal asciende á 500 ducados, de que se pagan 500 rs. al secretario de ayunt., cubriéndose parte con el caudal de propios, y el resto con arbitrios y reparto vecinal.
(Madoz, 1848, p. 240)

## Geografía humana

### Demografía
| Gráfica de evolución demográfica de Mármol entre 1842 y 1877 |
| |
| Población de derecho según los censos de población del INE Población de hecho según los censos de población del INEEntre el censo de 1887 y el anterior, este municipio desaparece porque se integra en el municipio 23074 (Rus) |

## Medios de transporte

### Carreteras
El Mármol está conectado por carretera con su cabecera municipal y con la del municipio vecino:
- Desde el Oeste: JA-5103 (carretera de Rus a El Mármol), conecta la localidad con la cabecera municipal de Rus.
- Desde el Sur: JA-5105 (carretera de Úbeda a El Mármol), conecta la localidad con la capital de la comarca de La Loma..

| Tipo                   | Identificador | Denominación                   | Itinerario               |
| ---------------------- | ------------- | ------------------------------ | ------------------------ |
| Red Provincial de Jaén | JA-5103       | Carretera de Rus a El Mármol   | Rus - El Mármol          |
| Red Provincial de Jaén | JA-5105       | Carretera de Úbeda a El Mármol | Úbeda N-322a - El Mármol |